# Hokejová bitka ve Zlíně (2010)

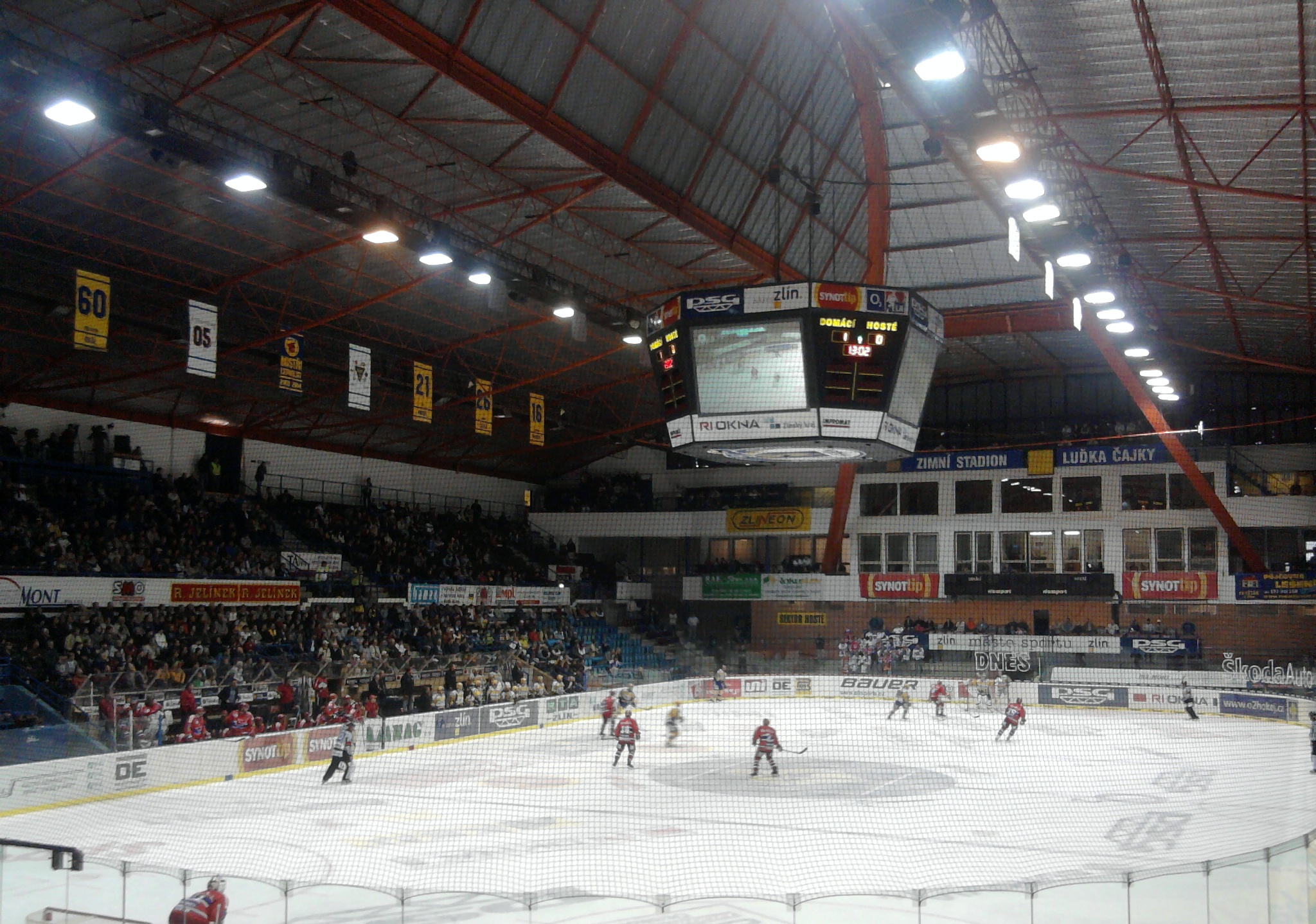
Interiér zimního stadionu Luďka Čajky ve Zlíně

Hokejová bitka v utkání Zlín–Sparta se odehrála 31. ledna 2010 na zimním stadionu Luďka Čajky ve Zlíně při utkání 46. kola sezóny 2009/2010 nejvyšší soutěže v tomto sportu v České republice, Extraligy ledního hokeje. Utkání skončilo vítězstvím domácího celku v poměru 4–1, avšak během utkání bylo kvůli bitkám mezi hráči uděleno celkem 439 trestných minut, což je rekord soutěže. Utkání navíc kvůli vyloučení nedohrálo 14 hráčů. Do tohoto utkání bylo zápasem s nejvíce udělenými tresty utkání Zlín–Vsetín (2–3 po prodloužení) odehrané dne 29. října 2004 v rámci 18. kola sezóny 2004/2005, v němž bylo uděleno celkem 248 trestných minut (118 zlínským a 130 vsetínským).

## Situace před utkáním
Před inkriminovaným utkáním byl Zlín na druhém místě tabulky a Sparta na šestém místě s náskokem deseti bodů na sedmou Slavii. Do konce základní části soutěže chybělo každému celku odehrát ještě dalších šest zápasů.
Během probíhající sezóny se mužstva utkala již třikrát s výsledky:
| Datum             | Kolo | Domácí | Hosté  | Výsledek           |
| ----------------- | ---- | ------ | ------ | ------------------ |
| 22. září 2009     | 7    | Zlín   | Sparta | 2:3 po prodloužení |
| 25. října 2009    | 20   | Sparta | Zlín   | 0:3                |
| 13. prosince 2009 | 33   | Sparta | Zlín   | 2:5                |

Byla tedy odehrána dvě utkání na ledě pražské Sparty a jedno ve Zlíně. Ve všech utkáních vždy zvítězilo hostující mužstvo.

## Sestavy
Domácí Zlín měl na soupisce 20 hráčů do pole a brankáře, hostující Sparta měla vedle brankáře pouze 18 hráčů do pole.
| PSG Zlín          | PSG Zlín          | PSG Zlín         | PSG Zlín         | PSG Zlín          | PSG Zlín          | Pozice   | HC Sparta Praha | HC Sparta Praha | HC Sparta Praha  | HC Sparta Praha  | HC Sparta Praha | HC Sparta Praha |
| ----------------- | ----------------- | ---------------- | ---------------- | ----------------- | ----------------- | -------- | --------------- | --------------- | ---------------- | ---------------- | --------------- | --------------- |
| Jakub Sedláček    | Jakub Sedláček    | Jakub Sedláček   | Jakub Sedláček   | Jakub Sedláček    | Jakub Sedláček    | Brankáři | Petr Přikryl    | Petr Přikryl    | Petr Přikryl     | Petr Přikryl     | Petr Přikryl    | Petr Přikryl    |
| První pětka       |                   |                  |                  |                   |                   |          |                 |                 |                  |                  |                 |                 |
| Martin Hamrlík    | Martin Hamrlík    | Martin Hamrlík   | Tomáš Linhart    | Tomáš Linhart     | Tomáš Linhart     | Obránci  | Jiří Vykoukal   | Jiří Vykoukal   | Jiří Vykoukal    | Michal Gulaši    | Michal Gulaši   | Michal Gulaši   |
| Jaroslav Balaštík | Jaroslav Balaštík | Petr Leška       | Petr Leška       | Bedřich Köhler    | Bedřich Köhler    | Útočníci | Karel Hromas    | Karel Hromas    | Zbyněk Hrdel     | Zbyněk Hrdel     | Jakub Koreis    | Jakub Koreis    |
| Druhá pětka       |                   |                  |                  |                   |                   |          |                 |                 |                  |                  |                 |                 |
| Jan Švrček        | Jan Švrček        | Jan Švrček       | Lukáš Galvas     | Lukáš Galvas      | Lukáš Galvas      | Obránci  | Radek Philipp   | Radek Philipp   | Radek Philipp    | Jan Hanzlík      | Jan Hanzlík     | Jan Hanzlík     |
| Michal Důras      | Michal Důras      | Jaroslav Kristek | Jaroslav Kristek | Martin Záhorovský | Martin Záhorovský | Útočníci | Ondřej Kratěna  | Ondřej Kratěna  | Michal Broš      | Michal Broš      | Martin Ručinský | Martin Ručinský |
| Třetí pětka       |                   |                  |                  |                   |                   |          |                 |                 |                  |                  |                 |                 |
| Radek Míka        | Radek Míka        | Radek Míka       | Antonín Bořuta   | Antonín Bořuta    | Antonín Bořuta    | Obránci  | Petr Macholda   | Petr Macholda   | Petr Macholda    | René Vydarený    | René Vydarený   | René Vydarený   |
| Pavel Kubiš       | Pavel Kubiš       | Roman Vlach      | Roman Vlach      | Peter Sivák       | Peter Sivák       | Útočníci | Petr Ton        | Petr Ton        | David Výborný    | David Výborný    | Martin Podlešák | Martin Podlešák |
| Čtvrtá pětka      |                   |                  |                  |                   |                   |          |                 |                 |                  |                  |                 |                 |
| Jiří Kučný        | Jiří Kučný        | Jiří Kučný       | Martin Lučka     | Martin Lučka      | Martin Lučka      | Obránci  | Lukáš Bolf      | Lukáš Bolf      | Lukáš Bolf       |                  |                 |                 |
| Jiří Ondráček     | Jiří Ondráček     | Stanislav Balán  | Stanislav Balán  | Filip Čech        | Filip Čech        | Útočníci | Martin Látal    | Martin Látal    | Jakub Langhammer | Jakub Langhammer |                 |                 |

## Průběh utkání
Hlavními rozhodčími utkání byli Roman Polák a Robin Šír, čárovými byli Jiří Gebauer a Vít Lederer. Již v předchozím utkání došlo k neobvyklé situaci, kdy v přerušené hře (po faulu Netíka na Švrčka) zlínský brankář Sedláček napadl v čase 54:04 a oběma rukama za svou brankou srazil na led provinivšího se Sparťana Netíka.

### První třetina
První gól utkání padl v čase 01:24 do sparťanské branky po nájezdu tří zlínských hráčů na jediného sparťanského obránce. Po pravém křídle po nahrávce Kubiše vyvezl Vlach puk a pod vyrážečkou prostřelil brankáře Přikryla. Domácí tak záhy vedli 1–0.
Druhý gól přidal po Balaštíkově nahrávce Köhler, který si s pukem sám vybruslil zpoza sparťanské branky po pravé brankářově ruce a ač byl hákován Koreisem, najel si na střed a v čase 03:19 vstřelil druhou zlínskou branku a domácí tak vedli 2–0. Plánovaný trest za Koreisovo hákování udělen nebyl.
K prvnímu vyloučení došlo v čase 05:04, kdy byli na 2 minuty vyloučeni zlínský Kubiš (za hrubost) a sparťan Látal (za sekání). V probíhajícím oslabení byl navíc v čase 05:25 udělen dvouminutový trest za vysokou hůl sparťanu Gulašimu, který se po předchozím pádu chtěl rychle zvednout z ledu, avšak koncem hole zasáhl Balána do obličeje. Přesilovky sice využity nebyly, ale po návratu provinivších zpět na led (ve chvíli, kdy se však ještě nestihli zapojit do hry) vstřelil v čase 07:28 Záhorovský po přihrávkách Švrčka a Kristka z hranice kruhu po levé ruce brankáře Přikryla branku na 3–0.
Ve 12:01 byl vyloučen zlínský Ondráček poté, co na vlastní útočné modré v souboji o puk zasáhl hokejkou do hlavy Macholdu. V přesilové hře v čase 12:38 vstřelil Gulaši po přihrávkách Kratěny a Vykoukala z mezikruží branku, kterou snížil na 3–1.
V čase 14:28 ve zlínském útočném pásmu u hrazení po levé ruce brankáře Přikryla najel Vlach do Hromase. Faul na Hromase se rozhodli odplatit Koreis a především Hrdel, který se na Vlacha vrhl. K potyčce se nechali strhnout všichni hráči (s výjimkou brankářů), kteří byli v té době na hřišti. Na straně domácích to byli Bořuta, Vlach, Důras, Sivák a Míka, na straně hostů pak Koreis, Macholda, Hrdel (který během potyčky shodil i rukavice), Vydarený a Hromas. Za šarvátku rozhodčí udělili sparťanům Hrdelovi trest na 5 + 20 za hrubost (tedy 5 minut a vyloučení do konce utkání), Koreisovi 2 minuty za vražení na hrazení a zlínským Vlachovi 2 minuty za naražení zezadu a Sivákovi 2 minuty za hrubost. Protože byl Hrdel vyloučen do konce utkání, musel opustit hrací plochu a odebrat se do šaten. Na začátku tunelu k šatnám (mimo hrací plochu) absolvoval ještě slovní potyčku se zlínským Švrčkem, do kterého pak vrazil a následně odešel do kabiny.
V 15:26 se sparťan Hanzlík v prostoru mezikruží svého útočného pásma chystal převzít přihrávku, avšak byl napaden zlínským Švrčkem, který za tento zákrok (zásah do oblasti hlavy a krku) dostal trest na 5 + 20 minut a utkání pro něj v tu chvíli také skončilo.
V polovině 18. minuty utkání (čas 17:29) postupoval Hanzlík středem hřiště, na své útočné modré čáře zpracoval puk a za čárou (v útočné třetině) byl faulován Bořutou, který za zákrok dostal dvouminutový trest (za faul kolenem).
Za první třetinu tak rozhodčí udělili 76 trestných minut (45 pro Zlínské a 31 pro Spartu) včetně osobního desetiminutového Vlachova trestu za naražení zezadu uděleného v čase 14:28.

### Druhá třetina
Další tresty se začaly rozdělovat ve druhé třetině, když ve 23:30 v souboji o puk u hrazení ve sparťanském obranném pásmu po levé ruce brankáře Přikryla podrazil Broš Ondráčka poté, co zasunul svoji hokejku mezi Ondráčkovy nohy. Broš tak dostal trest 2 minuty za podražení.
Během přesilovky se přesně v polovině 25. minuty snažil Balaštík před sparťanským brankářem Přikrylem vyčkávat na případný odražený puk po Hamrlíkově střele. Přikryl Balaštíka svou hokejkou uhodil do kotníku a Balaštík následně kopl Přikrylovi do hole. Balaštíka okamžitě napadl Philipp spolu s Podlešákem a následně se do strkanice zapojili i zbývající hráči (s výjimkou brankářů), kteří byli tou dobou na hrací ploše, tedy zlínští Hamrlík, Leška, Linhart a Köhler, na sparťanské straně Výborný a Hanzlík. Ze strkanice se v bitce vyloupla dvojice tvořená zlínským Linhartem a Sparťanem Podlešákem, který v ní zvítězil. S ohledem na skutečnost, že oba hráči – jak Linhart, tak Podlešák – v bitce sundali rukavice, byli oba vyloučeni na 5 + 20 minut (za hrubost) a utkání tak pro ně skončilo. Vyloučeni ještě byli zlínský Balaštík na 2 minuty (za sekání) a sparťan Philipp také na 2 minuty (za hrubost). Navíc po nastřelení v první třetině již v utkání nepokračoval sparťan Langhammer. Zlínští tak v té době přišli během utkání již o 3 hráče (2 kvůli vyloučení a 1 pro zdravotní obtíže) a stejně na tom byli i sparťané.
Po konci přesilové hry za Brošovo vyloučení se dostali sparťané do tlaku a Vykoukal přihrával před zlínskou branku, kde Galvas podrazil Hromase a dostal za to dvouminutový trest (za nedovolené bránění).
V čase 31:54 hrozilo sparťanům nebezpečí od Kubiše, který se v blízkosti pravé tyče Přikrylovy brány dostal k puku a chystal se ho na sparťanskou branku vystřelit. V tu chvíli ho Gulaši hákoval, za což sparťanský obránce dostal dvouminutový trest. V přesilové hře v čase 32:14 přihrál z levého rohu zlínského útočného pásma Kristek Důrasovi, který byl v té době za sparťanskou bránou, a ten okamžitě přihrál Záhorovskému, jenž stál před brankou v blízkosti její levé tyčky. Záhorovskému se podařilo Přikryla prostřelit a Zlín tak využil přesilovou hru a vedl 4–1.
Další vyloučení následovalo na zlínské straně, když byl po faulu na Látala na zlínské obranné modré čáře po pravé ruce brankáře Sedláčka vyloučen Kubiš na 2 minuty (za podražení).
Poslední minutu druhé třetiny začal Zlín v náporu a tři desítky sekund drželi puk ve svém útočném pásmu. U hrazení po pravé ruce sparťanského brankáře Přikryla se ovšem Balánovi vysmýkl Kratěna a Balán ve snaze jej zastavit byl nucen Sparťana faulovat, za což zlínský hráč dostal v čase 39:41 dvouminutový trest (za držení protihráče).
V poslední sekundě druhé třetiny bojovali za zlínskou brankou o puk sparťan Výborný se zlínským Bořutou. Do souboje se přidal sparťan Koreis, který najel do Bořuty ve snaze jej dohrát. Oba hráči – Bořuta i Koreis – se však do sebe zaklesli a spadli na led. Rozhodčí (v čase 40:00) vyloučili oba zmíněné hráče, a sice Koreise na 2 minuty (za zásah do oblasti hlavy a krku) a Bořutu na 2 minuty (za hrubost).
Za druhou třetinu tak rozhodčí udělili 68 trestných minut (35 pro Zlínské a 33 pro Spartu) včetně Koreisova osobního desetiminutového trestu za zásah do oblasti hlavy a krku uděleného v čase 40:00.

### Třetí třetina
Třetí třetinu začala přesilovkou Sparty po Balánově vyloučení. Těsně po jejím konci, ještě než se stačil vyloučený hráč zapojit do hry, vystřelil na zlínského brankáře Sedláčka sparťan Hanzlík a jeho střelu se snažil dorážet Hromas. Jeho pokusy o dorážku se staly rozmíškou pro další bitku. Kučný se vrhl na Hromase a do rozmíšky se zapojovali další hráči, až se bitky účastnili všichni hráči, kteří byli tou dobou (s výjimkou brankářů) na hřišti. Peroucí se hráči si brzy vytvořili dvojičky:
- sparťan Výborný se zlínským Kučným
- sparťan Ton se zlínským Balánem
- sparťan Hanzlík se zlínským Köhlerem
- sparťan Philipp se zlínským Sivákem
- sparťan Hromas se zlínským Galvasem

V boji zlínští napadli sparťana Výborného, kterému přispěchal na pomoc Hanzlík. Na toho zas naskočil Köhler a svedl s Hanzlíkem souboj. S Výborným bojuje Kučný a když bitka skončí Kučného vítězstvím (a Výborného pádem na led), ukončuje rozhodčí tuto rozmíšku. Výborný se postaví zpět na nohy, avšak vtom Kučný rozhodčího, který tuto bitku zblízka sledoval, objíždí a mířenou ranou pěstí zasahuje Výborného do obličeje. Za bitky udělili rozhodčí všem deseti hráčům, kteří se jich účastnili, trest 5 + 20 minut, takže pro všech deset utkání skončilo. Sparťan Philipp navíc dostal další 2 minuty za sekání a zlínský Kučný ještě trest ve hře (5 + 20 minut) za úder na Výborného.
Po ukončení této rozmíšky měli Sparťané do pole celkem 10 hráčů, z nichž ovšem 3 seděli na trestné lavici, a zlínští disponovali 12 hráči, z nichž 2 seděli na trestné lavici. Protože však bylo možné jeden dvouminutový trest na každé straně pokrátit, poslali rozhodčí z každé trestné lavice jednoho hráče na střídačku.
V utkání se dále pokračovalo se čtyřmi muži v poli na každé straně (probíhal totiž Philippův a Kučného trest) a sparťané tak měli další čtyři muže na vystřídání a zlínští šest. Po skončení dvouminutového Philippova trestu měla pokračovat sparťanská tříminutová přesilovka do vypršení Kučného trestu. Ovšem po skončení Philippova trestu došlo k několika strkanicím mezi Vydareným a Kubišem, které vyvrcholily jejich vzájemnou bitkou u zlínské střídačky. Do této bitky se přidal ještě zlínští Hamrlík s Lučkou a sparťané Ručinský a Látal. Soubojům z ledu ještě přihlíželi zlínský Bořuta a sparťané Broš s Vykoukalem. Za tuto rozmíšku byli v čase 44:23 vyloučeni zlínský Kubiš na 2 minuty (za hrubost) a sparťané Ručinský s Vydareným, oba na 2 minuty (za hrubost).
Hra dále pokračovala (vedle brankářů) ve čtyřech mužích na každé straně, protože vedle zmíněného sparťanského trestu dobíhal na zlínské straně ještě Kučného trest. Sparťané v tu dobu tedy měli na hrací ploše čtyři hráče a na střídačce další tři, zlínští vedle čtyř mužů na ploše disponovali ještě dalšími šesti na střídačce.
Ve chvíli, kdy se opět začalo hrát pět na pět, atakoval osekáváním v rohu po levé ruce brankáře Sedláčka Míka Kratěnu a zlínský Míka za to byl v čase 47:05 vyloučen na 2 minuty (za hrubost). Po skončení přesilové hry si začali sparťanští hráči od 13. minuty vzájemně přihrávat ve svém obranném pásmu a přestali vyrážet do útoků ke zteči zlínské branky. Ani zlínští neprojevovali snahu k napadání protihráčů a vyčkávali ve středním pásmu. Tento vývoj utkání se nezamlouval divákům, kteří na protest naházeli několik předmětů na hrací plochu. Kvůli úklidu hřiště byla hra přerušená a pokračovala vhazováním ve sparťanském obranném pásmu. To hru rozhýbalo, avšak od začátku 16. minuty si opět Sparťané přihrávali ve svém obranném pásmu a zlínští vyčkávali – bez jakéhokoliv napadání soupeře – ve střední pásmu. Až v poslední minutě se rozhodl Gulaši vyjet ze svého obranného pásma a ohrozit zlínskou branku, leč žádný gól již nepadl.
Za třetí třetinu tak rozhodčí udělili 260 trestných minut (129 pro Zlínské a 131 pro Spartu), včetně Kučného trestu ve hře uděleného v čase 41:46.

## Souhrnný přehled trestů
V tabulce je uvedena úhrnná výše trestů, které jednotliví hráči dostali:
| Hráč              | Klub   | Klub | Minut celkem | Tresty                                                                         |
| ----------------- | ------ | ---- | ------------ | ------------------------------------------------------------------------------ |
| Pavel Kubiš       | Zlín   |      | 6            | 05:04 hrubost (2 minuty), 35:41 podražení (2 minuty), 44:23 hrubost (2 minuty) |
| Martin Látal      | Sparta |      | 2            | 05:04 sekání (2 minuty)                                                        |
| Michal Gulaši     | Sparta |      | 4            | 05:25 hra vysokou holí (2 minuty), 31:52 hákování (2 minuty)                   |
| Jiří Ondráček     | Zlín   |      | 2            | 12:01 hra vysokou holí (2 minuty)                                              |
| Peter Sivák       | Zlín   |      | 27           | 14:28 hrubost (2 minuty), 41:46 hrubost (5+20 minut)                           |
| Roman Vlach       | Zlín   |      | 12           | 14:28 naražení zezadu (2 minuty), 16:28 naražení zezadu (10 minut)             |
| Jakub Koreis      | Sparta |      | 14           | 14:28 hrubost (2 minuty), 40:00 zásah do oblasti hlavy a krku (2+10 minut)     |
| Zbyněk Hrdel      | Sparta |      | 25           | 14:28 hrubost (5+20 minut)                                                     |
| Jan Švrček        | Zlín   |      | 25           | 15:26 zásah do oblasti hlavy a krku (5+20 minut)                               |
| Antonín Bořuta    | Zlín   |      | 4            | 17:29 faul kolenem (2 minuty), 40:00 hrubost (2 minuty)                        |
| Michal Broš       | Sparta |      | 2            | 23:30 podražení (2 minuty)                                                     |
| Martin Podlešák   | Sparta |      | 25           | 24:30 hrubost (5+20 minut)                                                     |
| Radek Philipp     | Sparta |      | 29           | 24:30 hrubost (2 minuty), 41:46 hrubost (5+20 minut), 41:46 sekání (2 minuty)  |
| Tomáš Linhart     | Zlín   |      | 25           | 24:30 hrubost (5+20 minut)                                                     |
| Jaroslav Balaštík | Zlín   |      | 2            | 24:30 sekání (2 minuty)                                                        |
| Lukáš Galvas      | Zlín   |      | 27           | 25:47 nedovolené bránění (2 minuty), 41:46 hrubost (5+20 minut)                |
| Stanislav Balán   | Zlín   |      | 27           | 39:41 držení protihráče (2 minuty), 41:46 hrubost (5+20 minut)                 |
| Jiří Kučný        | Zlín   |      | 50           | 41:46 trest ve hře (5+20 minut), 41:46 hrubost (5+20 minut)                    |
| Karel Hromas      | Sparta |      | 25           | 41:46 hrubost (5+20 minut)                                                     |
| Petr Ton          | Sparta |      | 25           | 41:46 hrubost (5+20 minut)                                                     |
| Jan Hanzlík       | Sparta |      | 25           | 41:46 hrubost (5+20 minut)                                                     |
| Bedřich Köhler    | Zlín   |      | 25           | 41:46 hrubost (5+20 minut)                                                     |
| David Výborný     | Sparta |      | 25           | 41:46 hrubost (5+20 minut)                                                     |
| Martin Ručinský   | Sparta |      | 2            | 44:23 hrubost (2 minuty)                                                       |
| René Vydarený     | Sparta |      | 2            | 44:23 hrubost (2 minuty)                                                       |
| Radek Míka        | Zlín   |      | 2            | 47:05 hrubost (2 minuty)                                                       |

## Po utkání
Nejlepšími hráči utkání byli vyhlášeni Sparťan Gulaši a zlínský Záhorovský. Po utkání se na tiskové konferenci k zápasu vyjádřili oba trenéři. Kouč domácího Zlína Zdeněk Venera uvedl: „Vyšel nám úvod, už v osmé minutě jsme vedli o tři góly. První třetina o výsledku rozhodla. Jako trenér jsem podobné utkání nezažil. Ale nerad bych to rozebíral hned po zápase, potřebujeme se v klidu podívat na video. Nemá cenu dělat unáhlené závěry. Je škoda, že se to tak zvrhlo, lidi chtějí chodit na hokej. Hosté byli možná podráždění, že rychle prohrávali. Roman Vlach má vykloubené rameno, uvidíme, jestli do konce sezony ještě nastoupí. Věřím, že stihne aspoň play off.“ Trenér hostujícího celku Miloš Holaň říkal: „Zápas jsme prohráli hned v první třetině, vůbec jsme nezachytili nástup domácích. Mohli jsme snížit, ale nevyužili jsme přesilové hry. Ke zbytku utkání bych se nerad vyjadřoval, dokud zákroky neuvidím na videu. Myslel jsem si, že už jsem v hokeji zažil hodně a nic mě nemůže překvapit, ale vidím, že pořád jsou nové zkušenosti. Pro český hokej to byla ostuda.“
V úterý 2. února 2010 zaujímala k utkání své stanovisko Disciplinární komise Asociace profesionálních klubů ledního hokeje a ta potrestala zlínského Kučného zákazem startu ve čtyřech zápasech a jeho spoluhráče Švrčka zákazem startu ve dvou zápasech. Na sparťanské straně nesměl v jednom utkání nastoupit Vydarený. Oba kluby měly navíc zaplatit pokutu 100 000 Kč.
Zlínský útočník Vlach si v první třetině v souboji s Hrdelem vykloubil rameno, takže nemohl v dalších utkáních nastoupit.